# Benzotrifluorid
Benzotrifluorid (systematický název (trifluormethyl)benzen), také nazývaný trifluortoluen, je organická sloučenina se vzorcem C6H5CF3. Používá se jako rozpouštědlo v organické chemii a také slouží k výrobě některých pesticidů a léčiv.

## Příprava a výroba

### Příprava
Pro laboratorní účely se benzotrifluorid připravuje reakcí arylhalogenidu s trifluorjodmethanem za přítomnosti mědi jako katalyzátoru:
C6H5X + CF3I → C6H5CF3 (X je I nebo Br).

### Výroba
Průmyslová výroba benzotrifluoridu spočívá v reakci benzotrichloridu s fluorovodíkem za zvýšeného tlaku.
C6H5CCl3 + 3 HF → C6H5CF3 + 3 HCl

## Použití

### Méně toxická náhrada dichlormethanu
Trifluortoluen má podobné vlastnosti jako dichlormethan co se týče acylačních, tosylačních a silylačních reakcí. Relativní permitivita dichlormethanu je 9,04, zatímco u trifluortoluenu činí 9,18, což naznačuje podobné rozpouštěcí vlastnosti. Dipólové momenty obou látek se liší výrazněji: 1,89 D u dichlormethanu a 2,86 D u benzotrifluoridu. Dichlormethan je vhodnější v případech, kdy má mít rozpouštědlo vyšší teplotu varu (trifluortoluen vře při 62 °C, dichlormethan při 40 °C).
Jako rozpouštědlo se trifluortoluen často používá při reakcích katalyzovaných Lewisovými kyselinami, jako jsou Friedelovy–Craftsovy reakce. Chlorid hlinitý, nejběžnější katalyzátor při těchto reakcích, reaguje s trifluortoluenem i při pokojové teplotě, zatímco chlorid zinečnatý nereaguje.